# Мајкл Ајзнер
Мајкл Даман Ајзнер (енгл. Michael Eisner; Маунт Киско, 7. март 1942) је амерички бизнисмен и бивши председник и главни извршни директор The Walt Disney Company од септембра 1984. до септембра 2005. Пре Дизнија, био је председник ривалског филмског студија Парамаунт пикчерс 1976—1984 и кратко је радио на главним телевизијским мрежама Ен-Би-Си, Си-Би-Ес и Еј-Би-Си. Након колеџа је 1964. године упознао своју будућу супругу Џејн Брекенриџ, унитаркињу шведског и шкотског порекла, са којом има три сина Брека, Ерика и Андерса Ајзнера.

## Књиге
- Work in Progress. 1998. ISBN 0-375-50071-5.
- Camp. 2005. ISBN 978-0446533690.
- Working Together: Why Great Partnerships Succeed. 2010. ISBN 978-0-06-173236-2.
- Disney War by James B Stewart]. 2005. ISBN 0-684-80993-1.

## Награде и признања
- 1994. године: Златна плоча Academy of Achievement[9]
- 2001. године: Почасна награда Националног музеја грађевина[10]
- 2004. године: Награда њујоршке федерације за хуманитарца године јеврејске федерације Северне Америке[11]
- 2008. године: Звезда на холивудској стази славних[12]
- 1. март 2012: Уведен у Кућу славних Телевизијске академије[13]